# Lake Placid Film Festival
Le Lake Placid Film Festival (LPFF) est un festival du film annuel qui se tient à Lake Placid, dans l'État de New York. 
Le festival, anciennement connu sous le nom de Lake Placid Film Forum, a accueilli des personnalités cinématographiques célèbres telles que les réalisateurs Paul Schrader et Martin Scorsese. Les listes d'invités comprennent également les acteurs Parker Posey, Lucie Laurier et Steve Buscemi, ainsi que l'écrivain Richard Russo et le critique de cinéma Gerald Peary.